# Otto Mayr (Politiker)
Otto Mayr (* 5. Juli 1884 in Ebbs bei Kufstein, Tirol; † 5. November 1952 in Linz) war ein österreichischer Politiker der Christlichsozialen Partei (CSP).

## Ausbildung und Beruf
Nach dem Besuch der Volksschule ging er an eine Landwirtschaftsschule und wurde Bundesbahnbeamter (Oberheizer der Österreichischen Bundesbahnen in Schwarzach im Pongau).

## Politische Mandate
- 10. November 1920 bis 18. Mai 1927: Mitglied des Nationalrates (I. und II. Gesetzgebungsperiode), CSP